# Mabea macbridei
Mabea macbridei är en törelväxtart som beskrevs av Ivan Murray Johnston. Mabea macbridei ingår i släktet Mabea och familjen törelväxter. Inga underarter finns listade i Catalogue of Life.